# René du Puy
René du Puy    (mort en août 1524) est un ecclésiastique qui fut abbé de Cormery de 1508 à 1519 et évêque commendataire de Lodève de 1520 à 1524.

## Biographie
René du Puy est le frère de Jacques du Puy seigneur de Nazelles. Il est depuis 1508 le dernier abbé régulier de l'abbaye Saint-Paul de Cormery en Touraine et prieur de Grammont ou du Pommier-Aigre, lorsque Denis Briçonnet permute avec lui le diocèse de Lodève le 5 décembre 1520. Le 2 février 1521 il le nomme vicaire général pour la collation des bénéfices ecclésiastiques et le 24 mars suivant, il prend possession de son siège épiscopal. Il meurt en 1524 et est inhumé dans le caveau des évêques de Lodève.